# Fredriksbergsfortet
För andra betydelser, se Fredriksberg (olika betydelser).

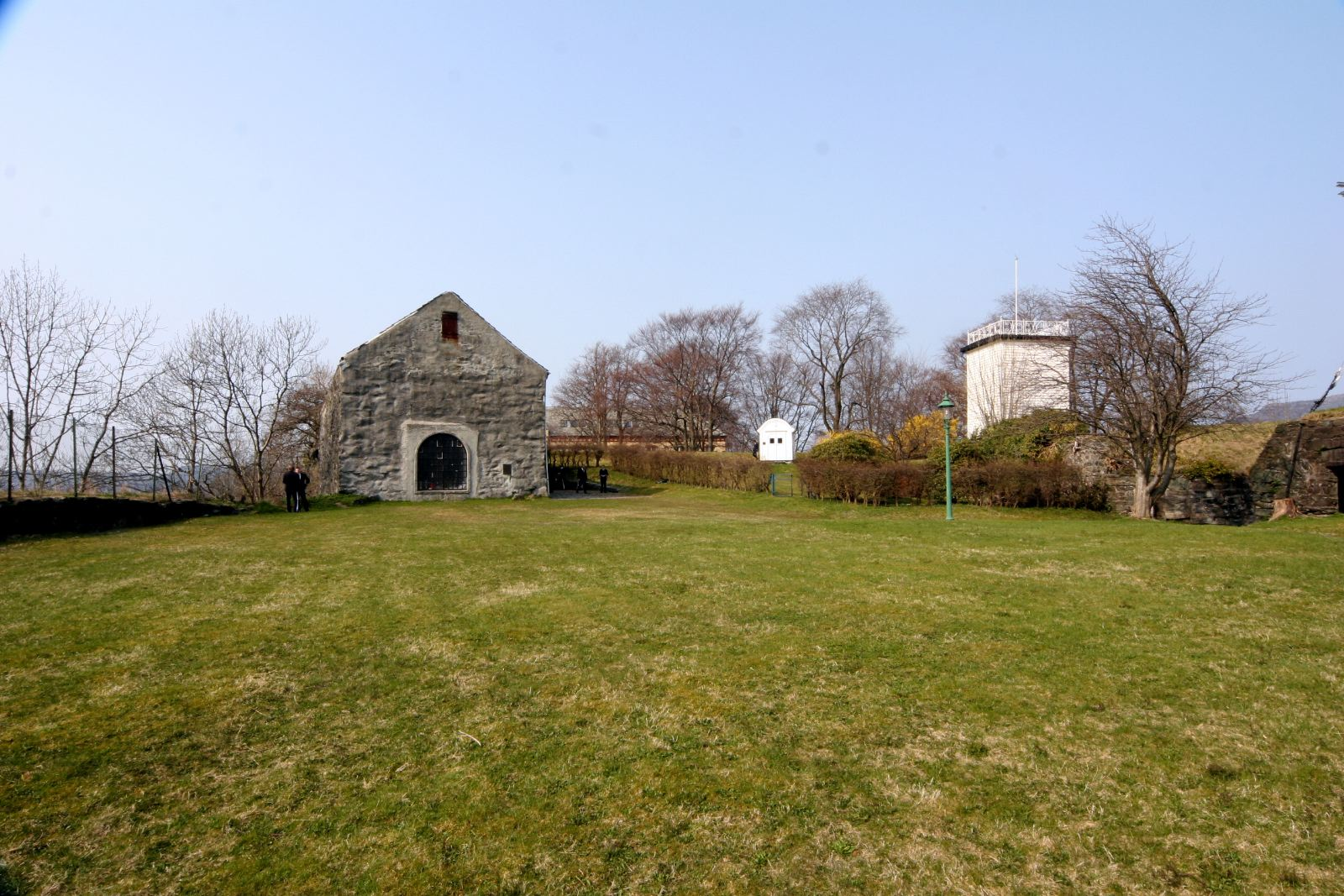
Insidan av Fredriksbergsfortet, 2005.

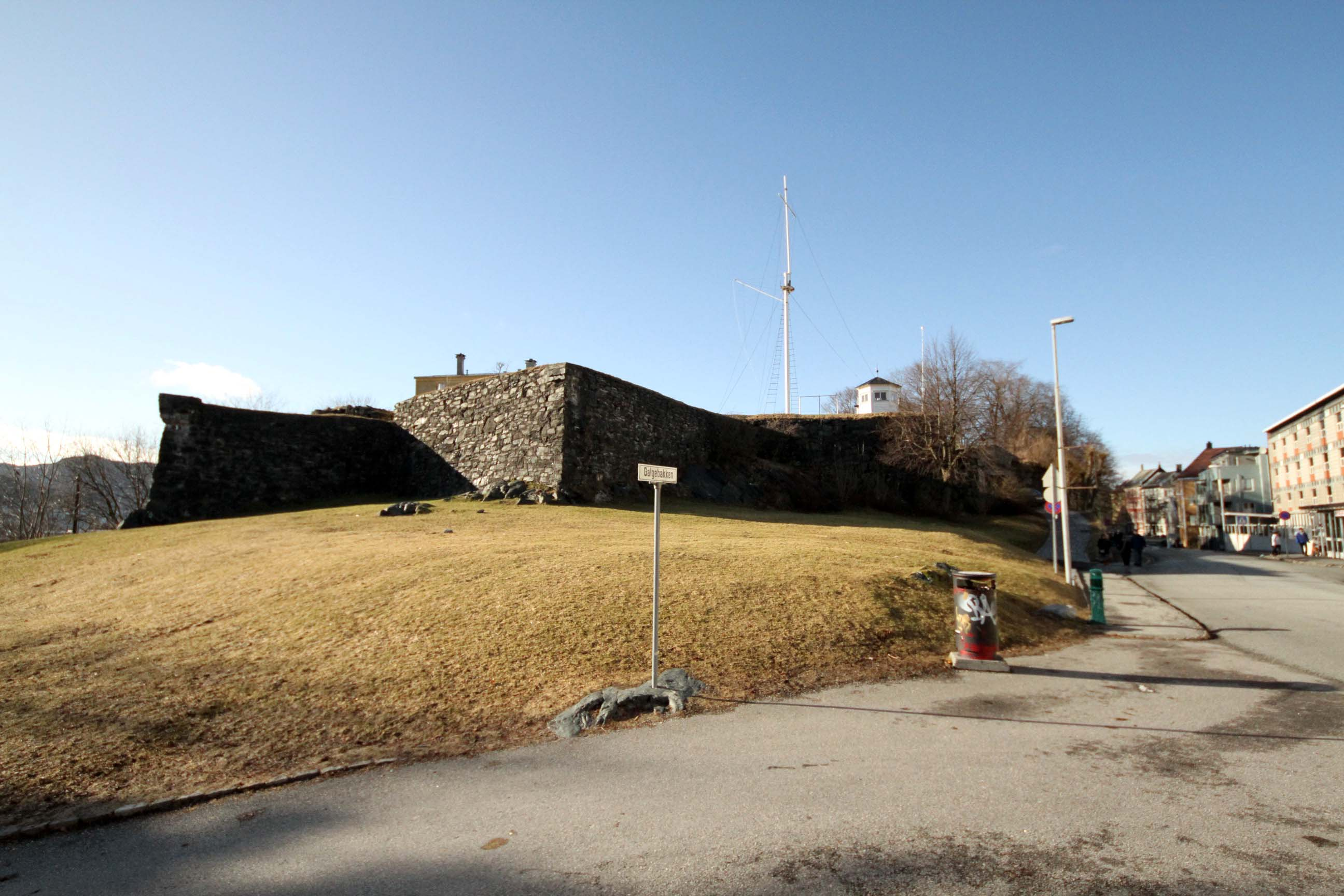
Utsidan av Fredriksbergsfortet, 2011.

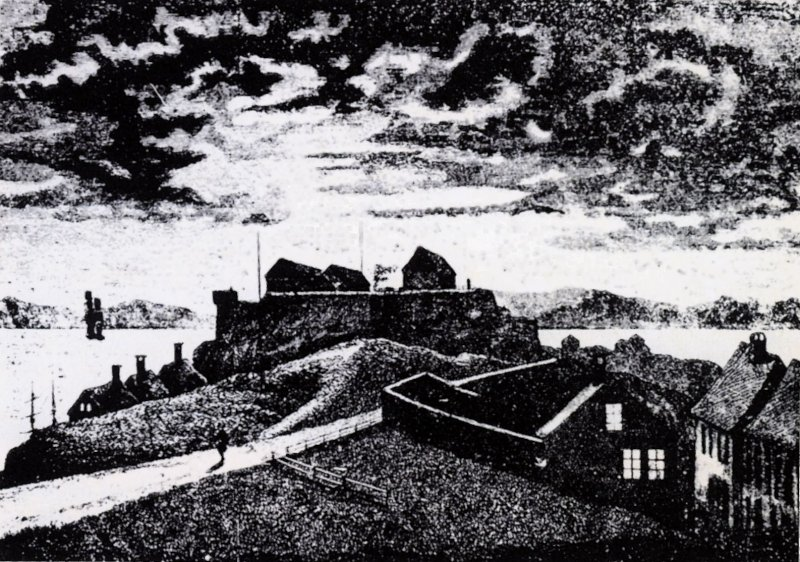
Fredriksbergsfortet, tecknat 1875 av Nicolay Nilsen.

Fredriksbergsfortet (norska: Fredriksberg fort) är en fästning på Nordnes högsta punkt i Bergen, Norge. Fortet började byggas 1695 och stod färdigt 1706, men även tidigare fanns skansar på platsen.